# نهائي كأس إسكتلندا 1978
نهائي كأس اسكتلندا 1978 هي المباراة النهائية من منافسة كأس اسكتلندا 1977–78، أقيمت المباراة في 6 مايو 1978، في هامبدن بارك، بين فريقي نادي رينجرز، ونادي أبردين، وفاز فيها نادي رينجرز، بعد أن هزم نادي أبردين، بنتيجة 2 - 1، وكان حكم المباراة براين ماكنلي، وحضر المباراة 61563 شخصاً.

## تفاصيل المباراة
لعبت المباراة النهائية في 6 مايو 1978.
| نادي رينجرز | 2 -1 | نادي أبردين |
| ----------- | ---- | ----------- |
|             |      |             |